# Будинок Шабетая Дувана
Будинок Шабетя Дувана — двоповерхова будівля, що розташована на вулиці Леніна в Сімферополі. Будинок побудований у другій половині XIX століття у стилі еклектика. Пам'ятка архітектури і містобудування. На даний момент у будівлі розташовується факультет іноземної філології Таврійського національного університету імені В. І. Вернадського.
Розташований навпроти Міського саду, поруч із будинком губернатора.

## Архітектура
Двоповерховий будинок побудований у характерній для південних регіонів Російської імперії еклектичної манері. На першому поверсі розміщена лоджія, на другому — тераса. Фасад прикрашений елементами ренесансу та східних мотивів. На фасаді наявні напівколони з коринфськими капітелями, маскарони та каріатиди.

## Історія
Будинок побудований у 1890-і роки. Спочатку ним володів караїмський адвокат, член сімферопольської міської думи Шабетай Дуван. Із 1920 року в будівлі розміщувався Кримський обком РКП (б). У 1920-ті роки в будинку Дувана розміщувалися редакції низки кримськотатарських видань — газет «Ен'і дюнья» («Новий світ»), «Яш к'увет» («Юна сила»), «Ілько адим» («Перший крок») та журналів «Ілер» («Вперед»), «Козьайдин» («Радісна звістка») та «Тирнавуч» («Граблі»). У 1934 році будівлю передали Кримській Раді професійних спілок.
Після початку Німецько-радянської війни в будівлі розташовувався штаб 51-ї армії. Пошкоджену в роки війни будівлю в 1948 році передали Кримському педагогічному інституту. У 1952 році в будівлі розмістилися кафедра музики і співу, ректорат і бібліотека педагогічного інституту, які залишили приміщення в 1965 році через будівництво нового корпусу для навчального закладу на проспекті Вернадського. Після цього будинок Дувана належить факультету іноземної філології. Із 2014 року, після захоплення Криму Росією, приміщення фактично займає інститут іноземної філології Кримського федерального університету.
Наказом Міністерства культури і туризму України від 24 вересня 2008 року будинок, як пам'ятка архітектури і містобудування, був внесений до реєстру пам'яток місцевого значення. Після захоплення Криму РФ даний статус був перепідтверджений окупаційною владою «постановою» «Ради Міністрів Республіки Крим» від 20 грудня 2016 року.

У січні 2019 року начальник управління капітального будівництва КФУ Євген Бєляєв, через руйнування частини фасаду будівлі, повідомив про запланований ремонт пам'ятки архітектури.

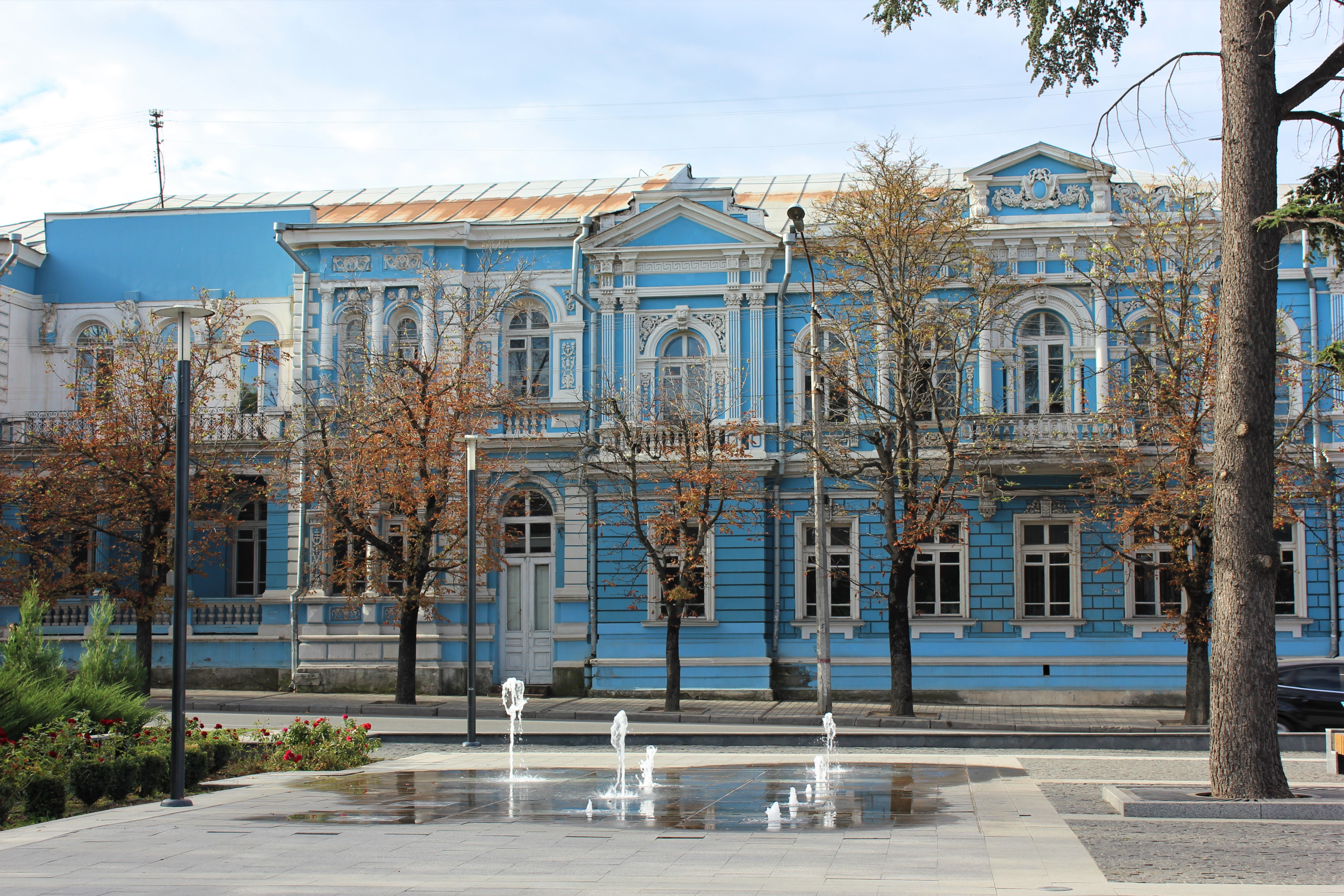
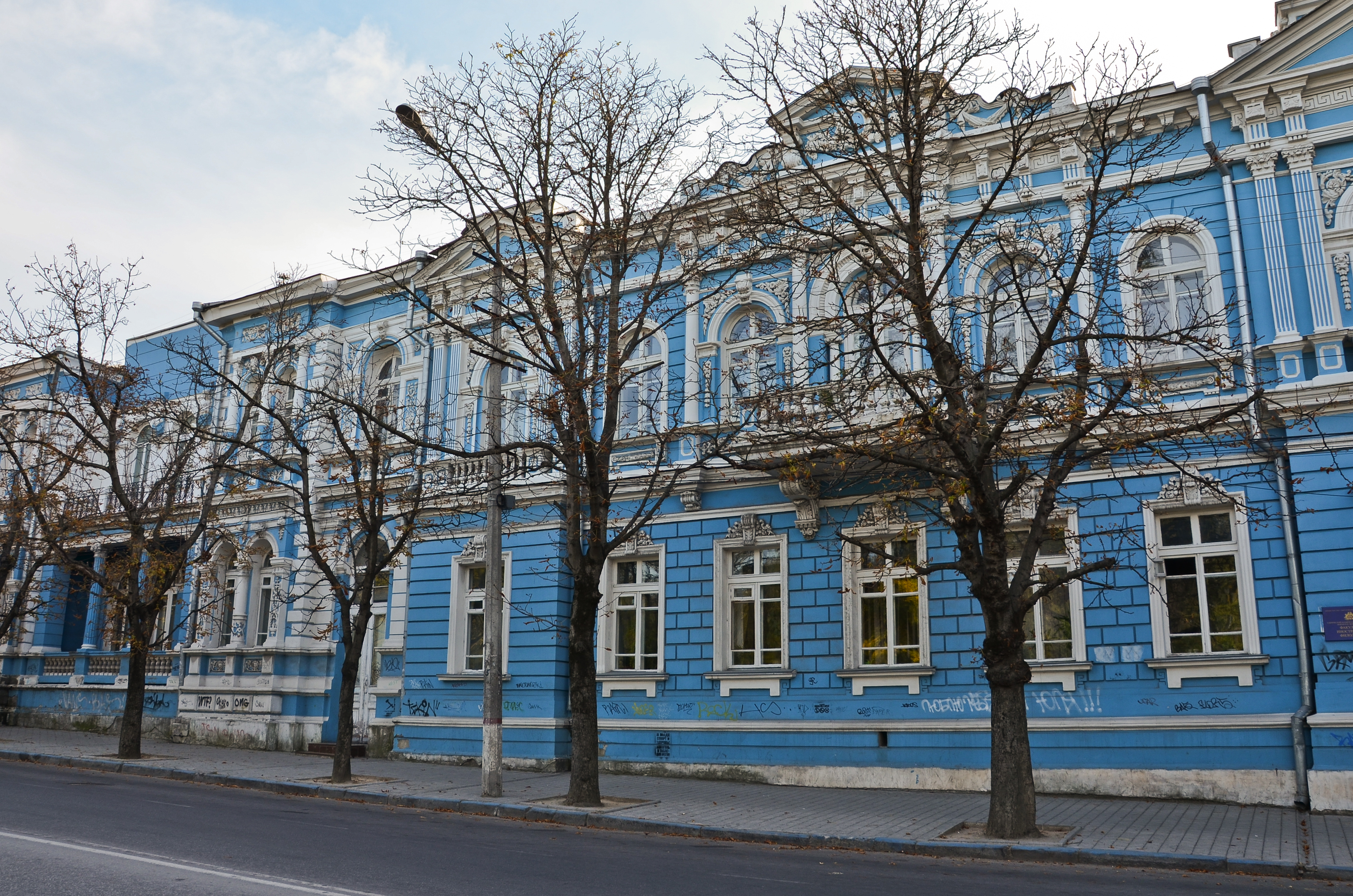
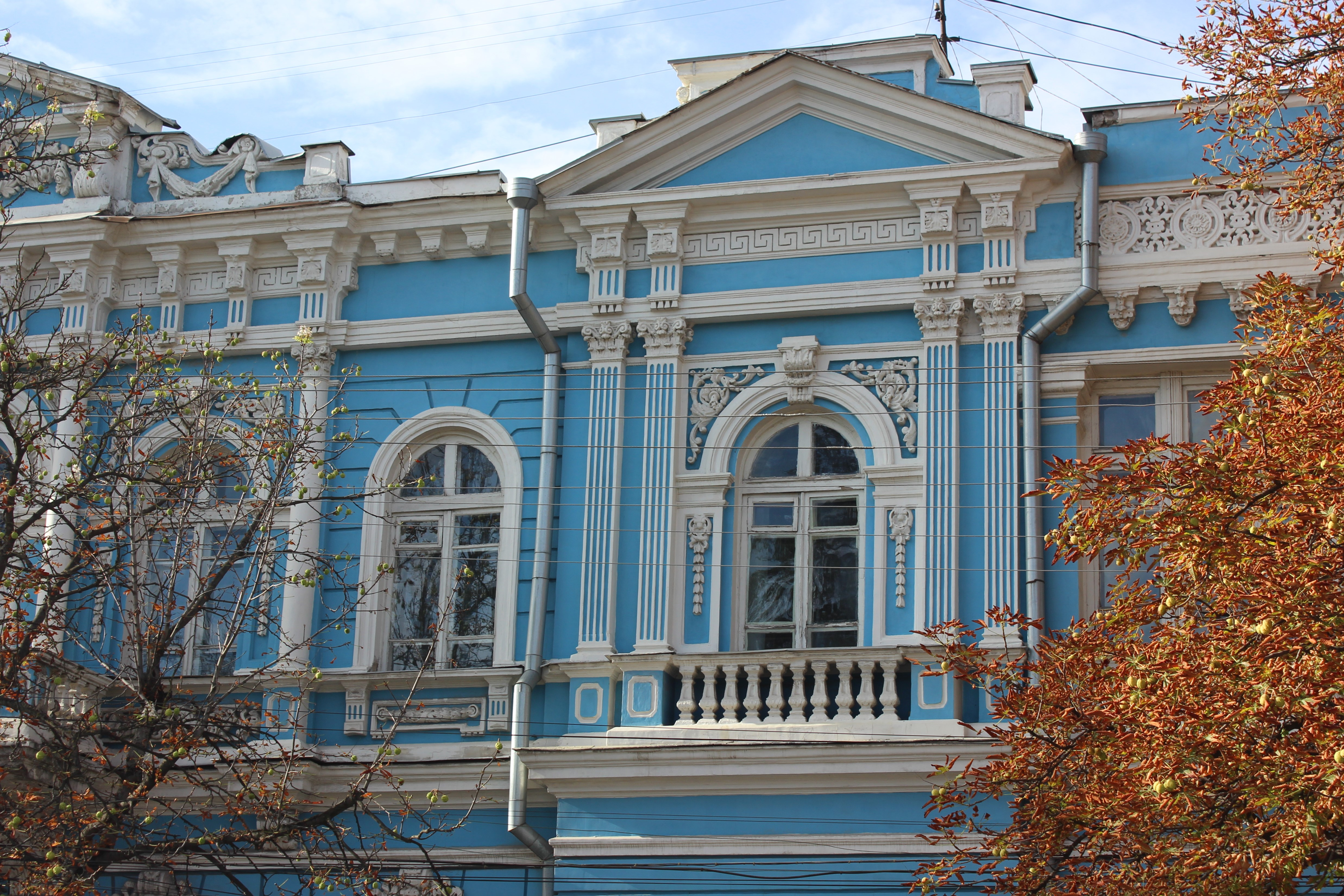
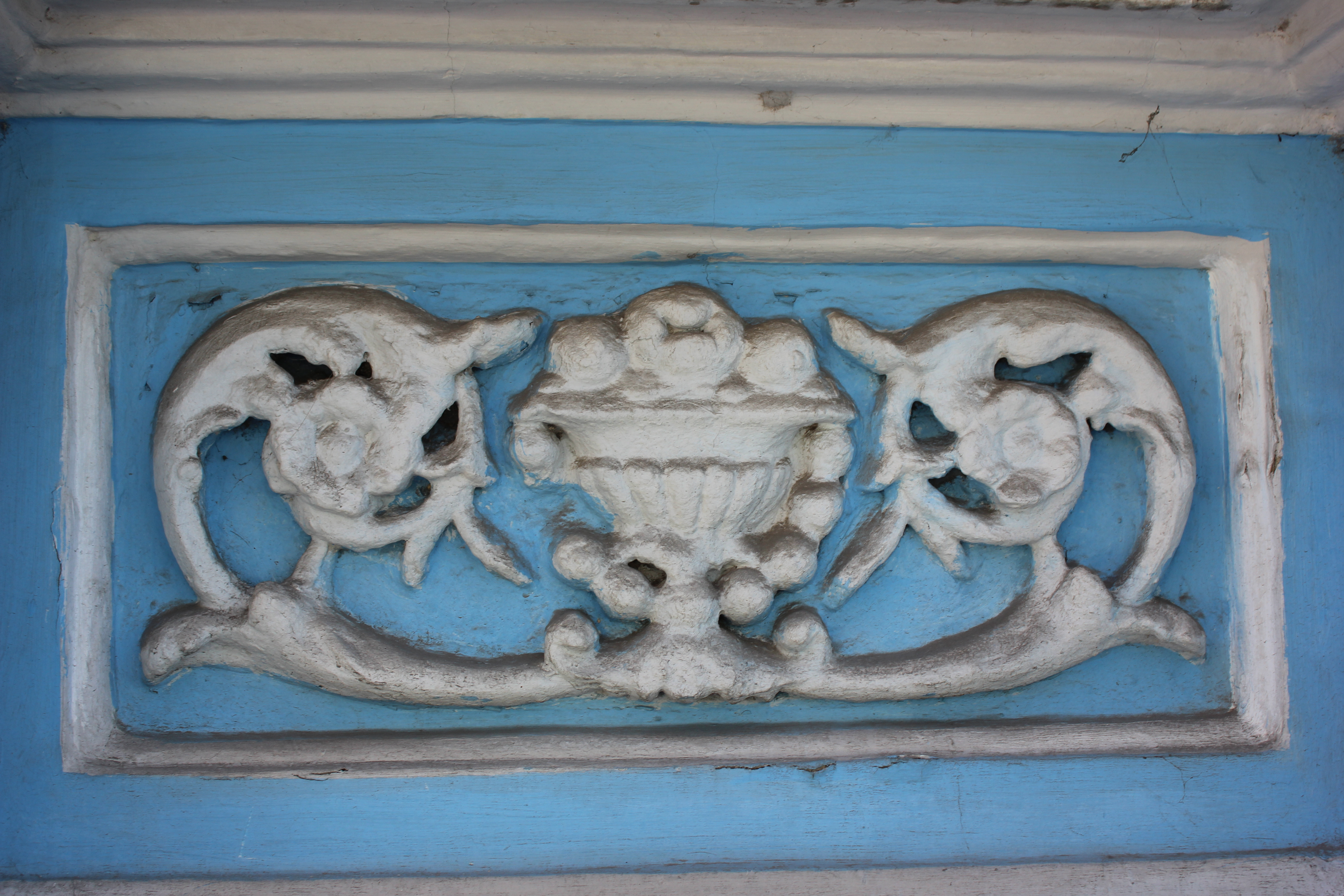
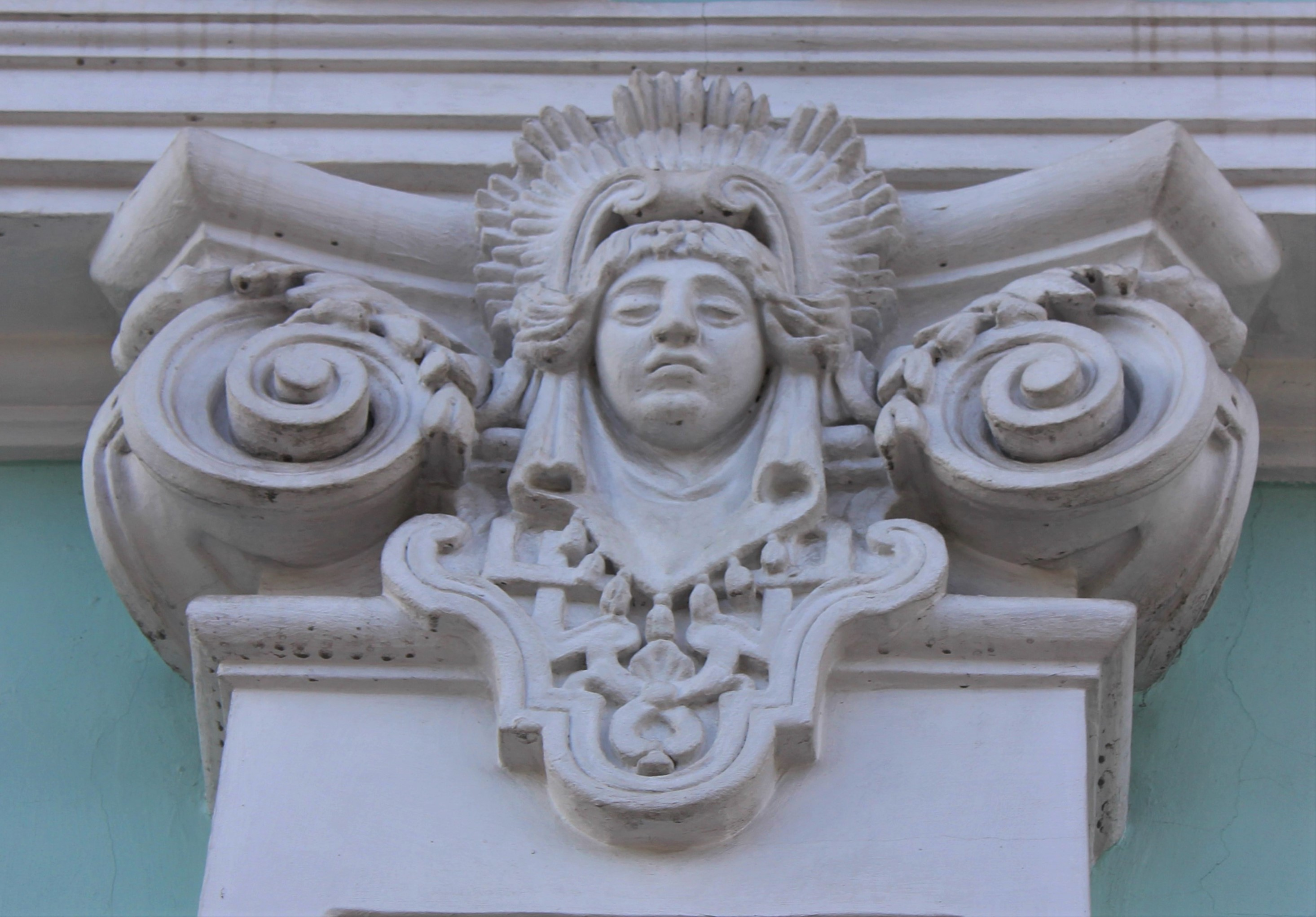